# Hydaticus subsignatus
Hydaticus subsignatus är en skalbaggsart som beskrevs av Edgar von Harold 1879. Hydaticus subsignatus ingår i släktet Hydaticus och familjen dykare. Inga underarter finns listade i Catalogue of Life.